# アガレスト戦記2
『アガレスト戦記2』（アガレストせんきツー）は、コンパイルハートより発売されたファンタジーRPG。
2010年11月18日にPlayStation 3で発売された（当初は2010年10月21日に発売予定であったが、諸事情により延期された）。
海外向けにMicrosoft Windows版も2015年2月19日に発売された。詳細は後述する。
制作はアイディアファクトリー、レッド・エンタテインメントおよびコンパイルハート。日本での販売はコンパイルハートが担当。

## 概要
『アガレスト戦記』シリーズ第3作目。プレイヤーは6つの大陸からなる世界「アガレスト」を3世代に渡って冒険していき、世界中に四散した神の力を集め、主人公ヴァイスが犯した「神殺し」と世界の真実に迫っていく。
前2作と世界観やシステムの一部を継承しつつも、フィールドマップの導入や戦闘システムの一新などで新しい境地を開いた意欲作。シリーズ恒例のお色気イベントはより刺激的になり、選んだヒロインによって子供の能力が変化するソウルブリードシステムは新しく好感度が低いヒロインを選択することができるようになった。また、前作『ZERO』で導入されたフリーインテンションやフィールリンクは廃止されたものの、2Dイラストのキャラクターがリアルに動くAAS（アクティブアニメーションシステム）はより洗練されている。
物語の舞台となる世界や神話や種族などといった世界観こそは前2作と共通しているが、パラレルワールドであるために時系列的な繋がりはなく、一部の設定に差異が認められる部分が存在する。
発売前には歴代キャラクターにクロスエッジの一部キャラクターを含んでの人気投票が行われ、その内上位3位に入ったキャラクターとエリスの計4名のキャラクターが有料DLCとして配信されている。また、同様に発売前の人気投票の結果に伴うコスチュームの配信も行われている。

## ストーリー
遠い昔、一つの神から生まれた十二の神々の手により「アガレスト」が創造された。しかし、神の理想を具現化した完全な世界になるはずだったアガレストは、皮肉にも神々同士の戦いによって不完全な世界へとなってしまった。光の神々と闇の神々による三度の戦いの後、勝利した光の神々は荒廃した世界に嘆き、自らの肉体を分け与えることで新たな種を創りだし、封印した闇の神々を新たな大陸とすることで新たな世界を築いた。光の神々は闇の神々を封印した「柱」を守護するために「守人」を6つの大陸ごとに置き、自分たちは神々の住まう世界「ヴァールハイト」へと去っていった。こうして新しいアガレストが誕生してから数千年･･･。
ある日、世界は眩い限りの光で覆い尽くされた。後に「閃光の日」と呼ばれるようになるその日を境に、中央の大陸「ゼントルーク」との連絡は途絶え、世界には魔物が増え始め、人々の生活を脅かすようになっていった。
記憶を失った青年ヴァイスは、「神の代行者」を自称するイヴァと出会い、自らが「神殺し」という大罪を犯したことを知らされる。そしてその償いのために神を復活させるための器となること、世界に飛散した「神の力」を取り戻すことを強要されるのであった。

## 基本システム
プレイヤーは基本的に「フレンスベルジュ」という街を拠点に活動を行うこととなり、フィールド上やダンジョン内に設定されているイベントポイントに到達することでストーリーが進行する。ただし、各世代の主人公にはそれぞれLP（リミットポイント）という制限時間が設定されており、イベントや依頼を進行させることでこのLPは徐々に貯まっていく。LPが最大値に達するとそれ以上の依頼やイベントの進行は不可能となってしまうため、注意が必要である。
フレンスベルジュでは依頼を受けられるハンターズギルド、装備品の強化が行える鍛冶屋、アイテムを売買できるアイテムショップ、キャラクターの背景やBGMやセリフを組み合わせることでオリジナルのイベントが作成できる劇場、女性キャラクターの好感度や能力値を上げることができる大浴場などの施設が存在し、そこでパーティーを強化することが可能。また、街の至る所では特定の条件を満たすことでイベントが発生し、中には女性キャラクターの好感度を上げる物やサブキャラクターの結婚に関わるものも存在する。

## 戦闘システム
戦闘システムは前2作までのシミュレーションRPG的な要素を含んでいた物から半リアルタイムのコマンドバトル形式へと一新された。
戦闘メンバーが6人から4人へと変更されただけでなく、移動やエクステンドエリアの廃止、キャラクター固有の能力であるWP（ウィルパワー）が任意に効果を発揮できるExスキルへの変更など多くの変更点があり、以前までとは別物となっている。
戦闘には事前に設定したリーダーのフォーメーションに全員が参加している状態で始まるが、敵の攻撃や味方のエクステンドアタックなどで隊列が乱れることがあり、その場合にはSPを消費することでフォーメーションを組み直すことが可能となる。フォーメーションは各キャラクターごとに用意されており、それぞれ異なる陣形効果を持っている。フォーメーションに参加することでリーダーの陣形効果やExスキルの効果を共有することだけでなく、エクステンドアタックに参加することが可能となる。
攻撃はそれまで通り各キャラクター固有のAP（アクティブポイント）を消費し、事前に△、□、×、○の各ボタンに設定したスキルを発動することで行う。それぞれ上空に敵を打ち上げるバースト、一時的に敵を気絶させるスタン、敵を転ばせるダウン、状態に関係なく行えるオールレンジの4種類に大別されており、○ボタンのオールレンジ以外はそれぞれの状態に則した攻撃しか行うことができない。
また、スキルを連続して当てることによってモーション値が貯まり、それを消費することで複数のキャラクターによる連携攻撃「コンビネーションスキル」を発動させることができる。コンビネーションスキルは通常のスキルよりも攻撃力が高く、敵の耐性値であるブレイク値を大幅に削ることができる。また、バースト状態からスタン状態へ、スタン状態からダウン状態へと敵の状態を変更できる物が多いことも特徴の一つである。
しかし、スキルにはWait値が設定されており、使用するたびに加算されていく。Wait値が貯まりすぎるとWaitオーバー状態となり、一定時間操作することができなくなるだけでなく、エクステンドアタックにも参加することができなくなる。
攻撃開始時にフォーメーションに参加しているキャラクターから任意に選びエクステンドアタックを行うことができる。エクステンドアタック時には参加しているキャラクター全員のAPが加算され、コンビネーションスキルが発動できるようになるだけでなく、より多い回数の攻撃を繰り出すことが可能となる。また、攻撃終了時に敵のブレイク値を0にしていると、エクステンドアタックに参加した全キャラクターによる一斉攻撃「アルティメットストライク」が発動でき、更に一定の条件を満たすことで合体攻撃「フィニッシュストライク」を発動することが可能となる。しかし、発動した際は多大なWait値が加算されるため、発動するタイミングを見極める必要がある。

## 登場人物

### 第一世代
ヴァイス
声：佐藤拓也
第一世代の主人公。「神殺し」という大罪を犯した故に神を復活させるための「神の器」になることを強要された青年。記憶を失い、怪我を負って倒れていたところをアイナに介抱された。その後、イヴァと出会い、自分が「神殺し」という大罪を犯したことを知る。
元来真面目な性格だったらしく、世界中に四散した神の力を集めるため、イヴァの導くままに世界中を旅することとなるが、時にその非情な決断や自身が何者であるかということに苦悩する。
冷静沈着であり口数は少ないが、無邪気なフィオナに対しては優しい表情を見せたり、仲間を思いやることができる好青年。
フィオナ
声：阿澄佳奈
本作のメインヒロインの一人。シリーズ恒例となった、ピンクの髪のツインテールでハイ・エルフの少女。
森の中に封印されていたハイ・エルフ唯一の生き残り。イヴァ曰く世界復活のための「鍵」だが、本人にはその自覚はない。
純真無垢な性格をしており、殺伐としがちなパーティーの中での癒し役。幼いながらも優れた魔法の実力を持つ。
第二世代以降は、反抗しがちなシュバルツをたしなめたり、使命のために生き急ぐグレイの身を案じたりと、明るさと純粋さはそのままに心優しい大人の女性へと精神的に成長した。第三世代では見た目も美しい大人の女性へと成長しており、グレイと同時期に成長が始まったために彼とは幼なじみのような関係。
イヴァ
声：井上麻里奈
本作のメインヒロインの一人。「神の代行者」を自称する謎の女性。
ヴァイスの「神殺し」を知り、彼とその子孫に神の復活を強要し、彼らの旅を導く。行動原理は神の復活に基づいており、時には冷酷非情な選択を迫ったり、高圧的な言動や立ち振る舞いを見せる。
意外にも冗談には寛容であり、世間知らずな一面を持つ。
アイナ
声：矢作紗友里
第一世代のヒロインの一人。母親から受けついだ癒しの力を使い、「癒し手」として生計を立てている少女。
明るく心優しい性格の持ち主だが、怒ると怖い。
傷つき倒れていたヴァイスを発見し、介抱した事から、その後回復したヴァイスと共に旅立つことになる。
フィリーネ
声：榊原ゆい
第一世代のヒロインの一人。ルクレリアを守護する守人「アーリスタ」の民の一人で、ネオコロムの女性。
気さくでフレンドリーな性格の持ち主だが、ヴァイスが閃光の日を起こしたと考えているため、彼のことを快く思っていない。
ひょんなことからヴァイス達と出会い、彼らの旅に同行することとなる。旅を通じて守人の使命と向き合い、世界を守る守人の義務との間で揺れることになる。
ヴィクトリア
声：遠藤綾
第一世代のヒロインの一人。アイギストスに版図を持つジュエーヴェ国の王女。
魔物との戦いで見せる勇猛果敢さから「戦姫」と畏れ敬われている一方で、王族らしい気品のある立ち振る舞いで多くの人々を魅了している。
少々お転婆なところがあり、こっそりと城を抜け出して見回りに出た際にヴァイス達と出会い、世界中で魔物の脅威が広まっていることを知り、彼らと共に旅立つ。
ジェイナス
声：加藤将之
真理の探究者を自称する何でも屋。
飄々とした性格のお調子者で女性には目がないが、いざという時は決める男。
ひょんなことからヴァイス達と出会い、興味を持つ。以後、彼らと共に行動することとなる。実は元々は守人であったが、禁忌とされる銃を手にしたために故郷を追い出された過去を持つ。
アイテムショップの看板娘であるサブキャラクター・クロエとは互いを意識しあう関係にあり、条件を満たせば彼女とゴールインする。ただし結ばれなかった場合でも赤い髪のダークエルフのモブと結婚したことになり、ジュードの容姿は変わらない。
第二世代以降は息子のジュードと共にシュバルツやグレイを支えている。外見も相応に老けこみ、年相応の落ち着きを得、時には年長者らしくアドバイスをすることも。
ファスティー
声：泰勇気
閃光の日以前のヴァイスを知る考古学者の青年。愛称はファズ。
ヴァイスが神殺しを行う以前から彼のことを知る人物で、神殺しの際にも同行していた。閃光の日の光に巻き込まれるも、ヴァイスが身を挺してかばったために一命を取り留めるものの、右半身が不随となる。
ひょんなことからヴァイス達と再会し、彼らの旅に同行する。半身不随のため、戦闘には参加できないが、豊富な知識でメンバーをサポートする。

### 第二世代
シュバルツ
声：山本兼平
第二世代の主人公。父ヴァイスが果たしきれなかった使命を受け継ぐことになる。生き方も死に方も決められていると考え、両親のことを快く思わず、仲間の意見にも素直に耳を傾けない。常に不機嫌そうにしており、口と態度の悪さをフィオナやジュードから度々注意されている。しかし頭では自分の使命を理解しており、自分のせいで世界を滅ぼすわけにはいかない、自分がやらなくてはならないと思っている。本来の彼は優しく人一倍傷つきやすいが不器用で、他人に対して乱暴な態度をとるのは「誰も近寄らせないように」という思いからきていた。仲間やヒロイン達との旅を通じて人間的に成長していく。
尚、自分を偽る必要のなくなった真ルートでは、ぶっきらぼうな口調はそのままではあるが人当たりはかなり丸くなっており、こちらが彼の本来の性格と思われる。
ヴァネッサ
声：桑谷夏子
第二世代のヒロインの一人。幼い頃に家族の命を奪った魔物を討つため、バウンティハンターとして魔物の情報を得ながら各地を転々とする中、シュバルツ達と出会う。普段はクールな人柄だが、復讐相手の魔物と対峙する場面では冷静さに欠け、余裕がなくなる。初めはシュバルツの言動に嫌悪感を抱いていたが、旅の中で彼の本心を少しずつ知り、理解を示していくようになる。互いに強がりで素直になれない性格なのをフィオナからは「似た者同士」とも評されている。
尚、当初はシュバルツを「あんた」と呼んでいたが、終盤に発生するとあるイベントを境に「あなた」に変化する。
リ・ラ＝ルア
声：福圓美里
第二世代のヒロインの一人。フェンディアスを守護する守人「ネビュラ」の民の一人で、オネルテスの少女。ネビュラの民の里である神殿をメルヴィナに襲撃された際、腕の立つハンターを求めて単身で里を発つ。しかし魔物に囲まれていたところをシュバルツ達に救われる。柱の乙女となる運命をすんなり受け入れる他、シュバルツのセクハラ発言にも動じないなど、シュバルツのペースを狂わせることが多い。
ユーミル
声：高本めぐみ
第二世代のヒロインの一人。グラッセアを守護する守人「ユルレ」の民の一人で、ハルピュイアの少女。病に冒された兄・ラスターを救うため、魔器の材料集めをシュバルツ達に依頼する。報酬としてユーミル自身をシュバルツに求められるが、兄を救うためならとその交換条件を呑む。兄であり許婚でもあるラスターを慕っているが、それが異性としての好意なのかは彼女自身もよく分かっていない。
ジュード
声：早志勇紀
ジェイナスとクロエ（正史の場合）の息子で、シュバルツとは兄弟のように育つ。シュバルツの良き理解者であり、ストッパー役。ダークエルフの血を引いている為に老化が遅く、第三世代でも青年の姿である。全体的なカラーリングは母であるクロエのものを受け継いでおり、赤い髪にやや褐色の肌が特徴。
父であるジェイナスが依頼を（とりわけ女性の依頼）安請け合いする事に対しては否定的であり、「依頼を受ける自分たちも命がけ。だから報酬を貰うのは当たり前」と現実的な考えを持つ。これも一重に苦労をさせた母のためでもある。女性と見たらまず口説くジェイナスをよく「バカ親父」と突っ込んでいるが、そういう彼自身も普段こそ真面目で女性に興味をあまり示さないものの、シリーズ恒例の女性陣の入浴覗きイベントは嬉々として参加するなど、確実にジェイナスの血を引いており、周囲からは「バカ親子」と言われている。
三世代にて一時的に主人公が離脱する際には物事の選択権は彼とフィオナが務め、フィールド操作キャラもジュードになるなど、彼も主人公の一人といえる。
イグニス
声：片桐勇介
エンハンブレを守護する守人「リシェス」の民の一人で、エルフの青年。生真面目で実直な性格だが、それゆえに融通が利かない型物。闇の種族に対する差別意識が強く、シリアムとダークエルフを見ては非難するが、そういう性格がきっかけでシンシアと出会い、会うたび口論に発展するものの次第に仲を深めていく。条件を満たせば彼女の自分に対する気持ちと、自分の彼女に対するそれに気付き、ゴールインする。

### 第三世代
グレイ
声：川田紳司
第三世代の主人公。父シュバルツとは正反対の冷静沈着で寡黙な性格。
メルヴィナ
声：生天目仁美
第三世代のヒロインの一人（登場自体は二世代からであり、仲間になるのも二世代終盤だが、イヴァとソフィアの会話によるとグレイに対しての柱の乙女であることが示唆されている。）シリアムの女性で、シリアム（闇の神・カオスが創造した種族）というだけで迫害され続けていたため人間やエルフ（光の神・レニオンが創造した種族）に対して憎悪を抱いている。「誰もが迫害されず、穏やかに生きていける世界にしたい」という夢を持つなど、本来は心優しい女性。
“父”と慕う人物に、最後まで道具としてしか見られていないことに絶望し、生きる場所を無くした所をシュバルツに助けられ、「彼が命を賭してまで守ろうとした世界と子供（グレイ）を見届ける」と心の中で誓い、以後は仲間として行動を共にする。
同じくダークエルフという理由だけで迫害され続けていたセナとは同じ痛みを分かち合える大切な友人であり、セナの代わりに店番をしたり、旅のお土産を持ってお茶をするなど仲が良い。
リーゼロッテ
声：小林眞紀
第三世代のヒロインの一人。愛称はリィル。イグニスとシンシア（正史の場合）の娘で、グレイとは兄妹のように育った。子供扱いせず対等に接してくれるグレイに好意を寄せており、「お兄ちゃん」と呼び慕う。
ソフィア
声：ミルノ純
第三世代のヒロインの一人。エンハンブレを守護する守人「リシェス」の民の一人で、エルフの女性。イグニスの妹でリィルの伯母。
おっとりとして温厚な性格の持ち主だが、リシェスの次期長候補と目されるほどの高い実力を持つ。兄であるイグニスとは守人の風習に基づき、かつては許嫁の関係にあった。
ゲオルグ
声：田丸裕臣
シュバルツ達がネビュラの民の救援に向かう最中で出会う隻眼隻腕の剣士。強いものとの戦いを何よりの至福とする武人。ハルピュイアであるが、ある魔物との戦いにおいて翼を失ったため、一見すると人間にしか見えない。また、その際に妻と息子も失っている。
ジュレ
声：水霧けいと
本作では結構ショッキングとなった。

## 主題歌
メインオープニングテーマ「Antiphona」
歌：飛蘭 / 作詞・作曲・編曲：中山真斗（Elements Garden）
オープニングテーマ「JEWELRY HALATION」
歌：Rita / 作詞：こだまさおり / 作曲・編曲：木ノ下慶行
挿入歌「蒼々の風」
歌・作詞：yozuca* / 作曲：俊龍 / 編曲：安瀬聖
エンディングテーマ「変らない奇跡」
歌：Rita / 作詞：綾葉 / 作曲・編曲：鈴木達也
グランドエンディングテーマ「果てなき道」
歌・作詞・作曲：yozuca* / 編曲：戸田章世
プロモーションソング「閃光の彼方へ」
歌：フィオナ（阿澄佳奈）, イヴァ（井上麻里奈） / 作詞：yozuca* / 作曲・編曲：chokix

## Microsoft Windows版
本作のMicrosoft Windows版はイギリスのGhostlightから2015年2月19日にSteamにて発売された。移植はイギリスのLaughing Jackalが初代、ZEROに引き続き担当した。タイトルは欧州版と同じAgarest: Generations of War 2。
Microsoft Windows版においては、Steam 実績、Steam トレーディングカード、Steam クラウドおよびSteam ランキングへの対応がなされている。
日本国内からの購入も可能だが、海外向けに発売されているため英語版の移植となっており、日本語は吹き替えのみサポートする。